# 1669
1669 (MDCLXIX) var ett normalår som började en tisdag i den gregorianska kalendern och ett normalår som började en fredag i den julianska kalendern.

## Händelser

### Januari
- 2 januari – En stor brand utbryter i Göteborg, varvid 50 hus förstörs.[1]

### Maj
- 10 maj – Ytterligare en brand utbryter i Göteborg, varvid 80 hus förstörs, däribland rådhuset.[1]

### Juli
- Juli – Den sista Hansedagen hålls.

### Augusti
- 23 augusti – 23 kvinnor döms till döden i Mora och avrättas dagen därpå. En kunglig trolldomskommission under riksrådet Lorentz Creutz har tillsatts och allmän kyrkobön mot trolldom införs.

### Okänt datum
- Sverige ansluter sig till den antifranska garantitraktaten i Haag, genom vilken spanska kronans rätt till Spanska Nederländerna garanteras.
- Trolldomsprocesser inleds även i Bohuslän.
- Fosfor upptäcks av den hamburgske alkemisten Henning Brand, när han försöker skapa guld av mänsklig urin.
- 1669 års förmyndaordning.

## Födda
- 13 februari – Jean-Charles de Folard, fransk militär och militärteoretiker.
- Jakob Fredrik Below, svensk läkare.
- Bernardino Cametti, italiensk barockskulptör.
- Elżbieta Sieniawska, politiskt aktiv polsk magnat och konstmecenat.

## Avlidna
- 6 april – Lars Wivallius, svensk skald och äventyrare.
- 23 april – Johannes Canuti Lenaeus, svensk ärkebiskop sedan 1647.
- 16 maj – Pietro da Cortona, italiensk målare och arkitekt.
- 19 augusti – Seved Bååth, svensk ämbetsman, president för Svea hovrätt 1661–1668 och riksskattmästare sedan 1668.
- 10 september – Henrietta Maria av Frankrike, drottning av England, Skottland och Irland 1625–1649 (gift med Karl I)
- 4 oktober – Rembrandt, nederländsk konstnär.
- 9 december – Clemens IX, född Giulio Rospigliosi, påve sedan 1667.

### Fotnoter
1. 1 2  ”Värmlands brandhistoriska klubb”. Arkiverad från originalet den 12 oktober 2011. https://www.webcitation.org/62NB7kO36?url=http://www.brandhistoriska.org/olyckor_se.html. Läst 25 mars 2011.